# وليام برمنغهام كوستيلو
وليام برمنغهام كوستيلو (1800-1867) هو جراح أيرلندي وطبيب نفسي ومؤلف طبي.

## حياته
ولد كوستيلو بالقرب من دبلن، وتلقى تعليمه هناك. ثم أمضى العشرينيات من القرن العشرين في باريس كطالب جراحة في عهد جان سيفالي وغيوم دوبويتران وتشارلز لويس ستانيسلاس هيورتيلوب.
في عام 1829 استقر كوستيلو في لندن كجراح متخصص في الحصاة. وقد كتب مقالات في الصحف وحاضر في كلية بروير ستريت الطبية مع جون إبس ومايكل ريان. بعد ذلك أصبح المشرف الطبي في Wyke House Asylum، بالقرب من ايزلورث.
فيما بعد عاش كوستيلو في باريس وعمل في الغالب ككاتب. توفي هناك في 15 أغسطس 1867.

## أعماله
قام كوستيلو بتحرير Cyclopædia للجراحة العملية، بما في ذلك قائمة المراجع الغزيرة. تم نشر 12 جزءًا منها في لندن، 1841-18. وكان من بين من شاركه العمل والتر هايل والش وجون جاي الذي كتب عن «الحنك المشقوق».    في سنواته في باريس تمكن كوستيلو من إكمال العمل في أربعة مجلدات (1861)، باستخدام ترجماته الإنجليزية الخاصة لمقالات لجراحين فرنسيين.